# Olive Willis

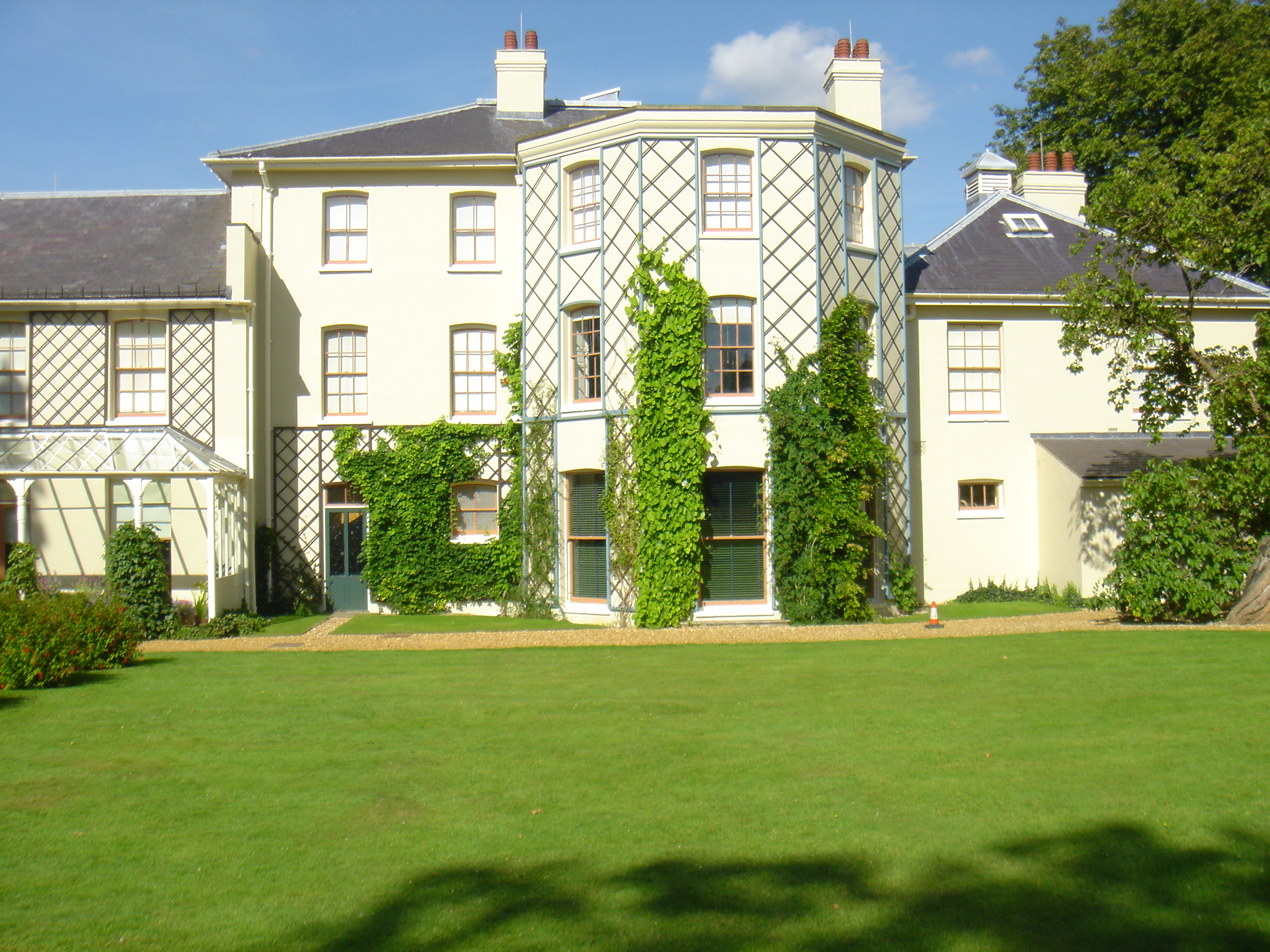
Down House, Downe

 Olive Willis (* 26. Oktober 1877 in Kensington (London); † 11. März 1964 in Chelsea (London)) war eine englische Lehrerin und Schulleiterin. Sie gründete die Downe House School und war von 1907 bis 1946 deren Leiterin.

## Leben und Werk
Willis war eines von fünf Kindern von dem Schulleiter und späteren Chefinspektor für Schulen im Westen Englands John Armine Willis (1839–1916) und von Janet Willis, einer Tochter von James Coutts Crawford. 1891 war Willis Internatsschülerin im Wimbledon House in Brighton, das während ihres Aufenthalts zur Roedean School wurde. Von 1898 bis 1901 studierte sie Geschichte am Somerville College in Oxford und unterrichtete danach ein Jahr lang Geschichte an der Queen Anne’s School in Caversham. Von 1902 bis 1904 war sie als Lehrerin an der Roedean School tätig und anschließend unterrichtete sie an einer Vielzahl von Schulen, darunter an der Haberdashers 'Aske's School für Mädchen, die sich damals in Acton befand, und an einer Schule in Chesterfield.
1907 gründete sie mit ihrer Freundin Alice Carver ein neues Mädcheninternat: das Downe House. Sie sammelten £ 1.500, um Downe House im Dorf Downe in der Nähe von Orpington, Kent, zu mieten und auszustatten. In dem Haus hatte früher Charles Darwin gelebt. Bis 1910 gab es an der Schule 36 Schülerinnen, von denen alle bis auf vier Internatsschüler waren. Willis selbst unterrichtete Englisch, Latein, Schrift und Geschichte, während Carver das Haus betreute. 1912 leitete Willis die Schule allein, bis sie 1919 mit Lilian Heather eine neue Partnerin bekam, die bereits seit 1907 als Teilzeitlehrerin für Naturwissenschaften und Mathematik an der Schule war. 1921 kaufte Willis mit Hilfe eines Onkels und mit einem Darlehen von zwei Eltern von Schülerinnen der Schule The Cloisters in Cold Ash, Berkshire, mit 60 Morgen für 11.976 Pfund. Der Kreuzgang dieses Gebäudes war von dem Architekten James MacLaren Ross entworfen worden und wurde während des Ersten Weltkrieges für einen Orden namens „The School of Silence“ gebaut. Da der Orden nicht in der Lage gewesen war, die Zahlungen für seine Hypothek aufrechtzuerhalten, konnte Wills dieses Gebäude erwerben und vier Monate nach dem Kauf im April 1922 die Schule dorthin verlegen. Im Sommer 1922 hatte die Schule 83 Schülerinnen, und bis 1925 waren es 118.
1944 übertrug Willis die Schule an eine öffentliche Einrichtung. Sie zog sich 1946 als Schulleiterin zurück, wollte aber weiterhin in dem für sie gebauten Hill House auf dem Schulgelände wohnen. Dies führte dazu, dass ihr gewählter Nachfolger in eine andere Schule zog und sie beschloss, ihre Zeit zwischen Hill House und einem zweiten Zuhause in Chelsea, London, aufzuteilen. Nachdem Willis fast 20 Jahre im Ruhestand gelebt hatte, starb sie in ihrem 87. Lebensjahr in ihrem Haus in London. Ihr Nachlass zum Zeitpunkt ihres Todes belief sich auf 16.510 Pfund.